# Pierre Bersuire
Pierre Bersuire (en latin, Petrus Berchorius ou Petrus Bercorius est un écrivain français du Moyen Âge, né à Saint-Pierre-du-Chemin (actuellement en Vendée) vers 1290, mort à Paris en 1362. Moine bénédictin, l'un des principaux lettrés français de son époque, il fut un ami de Pétrarque. Il est l'auteur d'écrits moraux de forme encyclopédique et  le premier traducteur en français de l'Histoire romaine de Tite-Live.

## Problème de dénomination
Le prologue d'un de ses premiers ouvrages le Reductiorum morale, le présente en latin : sum quidam peccator, ordinis sancti benedicti monachus, natione gallus, patria pictavinus, nomine Petrus, cognomine Berchorius (« je suis un humble pécheur, moine de l'ordre de Saint Benoit, gaulois, poitevin, de nom Petrus, surnommé Berchorius »). Dans d'autres manuscrits, son nom est orthographié Bercorius, Berchorii, Berthorius, etc., Berchorius étant la graphie la plus fréquente. Par contre, la francisation de son nom latin a été transcrite de multiples façons : « Bercheure », « Berchoire », « Berceur », « Berchaire », « Bercœur », etc. Les premiers biographes modernes ont à leur tour varié : « Le Bercheur » pour l'abbé de Sade, « Bercheure » dans le dictionnaire Littré, « Le Berceur » ou « Le Bercheur » pour Léopold Delisle. L'historien Paulin Paris compila les listes de prieurs de Saint-Eloi de Paris et trouva Pierre Berseure, Bresseure ou Bersuyre selon les titres. L'orthographe et la prononciation admises s'établissent à la fin du XIXe siècle à Pierre Bersuire, d'après le toponyme Bersuire, lieu proche de son village de naissance, dont le nom a évolué en actuel Bressuire. 

## Biographie
Les informations sur la vie de Pierre Bersuire sont rares et disséminées, on ne dispose d'aucun document sur sa famille ni sur sa naissance. Pétrarque qui l'a rencontré le qualifie de « vénérable », ce qui laisse croire qu'il était nettement plus âgé que lui. Comme Pétrarque est né en 1304, on présume que Pierre Bersuire serait né à la fin du XIIIe siècle, peut-être vers 1290.
Pierre Bersuire fut d'abord brièvement franciscain selon l'abbé de Sade, une affirmation sans preuve tangible selon Pannier, puis bénédictin à l'abbaye de Maillezais. Il accompagna sans doute l'abbé de Maillezais Geoffroy Pouvreau à la cour pontificale d'Avignon, peut-être en 1317 pour le sacre de l'abbé comme évêque, ou quelques années plus tard, et s'y fit remarquer pour ses talents. En 1328, il était devenu secrétaire du cardinal Pierre des Prés, vice-chancelier du pape, et le resta jusqu'au début des années 1340. C'est le cardinal qui l'encouragea à se lancer dans ses travaux littéraires, et lui prêta ses livres. Bersuire lui dédia les deux grands ouvrages rédigés durant cette période, le Reductiorum morale et le Repertorium morale. C'est également à cette époque qu'il devint proche ami de Pétrarque, à qui il rendait visite à Vaucluse,.
En 1342, il se trouvait à Paris, où il corrigeait son Reductorium morale. On ignore la raison de son séjour, peut-être avait-il accompagné Pierre des Prés, envoyé par le pape pour inciter les rois de France et d'Angleterre à faire la paix. Il resta à Paris sans doute dans les années suivantes, suivit des cours à l'Université de Paris et entama la rédaction du Bréviaire moral. On n'a plus d'information sur lui jusqu'en 1351. Un acte du 5 mars 1351 (n. st.) nous apprend qu'il était alors détenu dans la prison de l'évêque de Paris, accusé d'hérésie, peut-être en raison de ses écrits sur la moralité. L'Université le fit reconnaître comme « escolier » et entreprit des démarches auprès du roi Jean le Bon pour le faire libérer, ce qui fut fait quelques jours plus tard. Il détenait alors comme bénéfice ecclésiastique la charge de chambrier de l'abbaye de Coulombs (depuis le 10 décembre 1349). 
Jean le Bon, roi depuis l'année précédente, avait du goût pour les lettres, et connaissait déjà sûrement Bersuire et lui commanda une traduction de Tite-Live en ancien français. D'après l'érudit Benjamin Fillon qui trouva sur une lettre royale du 21 août 1353 une contre-signature P. Berchorius, Bersuire fut secrétaire royal de Jean le Bon. Léopold Pannier procéda à des recherches complémentaires et trouva des lettres royales sur la période allant de février 1352 à 1355 portant la signature Berch. cama, qu'il lut Berchorius camararius (c'est-à-dire Bersuire chambrier), confirmant ainsi l'avis de Benjamin Fillon. Jean-Paul Laurent élargit encore le champ de recherches, et trouva de nombreuses lettres royales signées Berch. cama ou plutôt Berth. cama à des dates allant de novembre 1335 sous Philippe VI de Valois jusqu'à novembre 1358, ce qui contredit la thèse de Fillon et de Pannier, car Pierre Bersuire n'exerça comme chambrier que de 1349 à 1354. De surcroît, Jean-Paul Laurent découvrit une lettre d'avril 1353 contresignée Berthel. cama et une autre de février 1357 portant la signature complète Berthelemi Cama. Jean-Paul Laurent conclut que le secrétaire royal de Jean le Bon ne fut pas Pierre Bersuire mais Barthélémy Cama, connu par ailleurs comme notaire. 
Une bulle du pape Innocent IV du 8 avril 1354 l'autorise à échanger avec le bénédictin Pierre Gresle sa charge de chambrier contre celle de prieur de Saint-Éloi (dans l'Île de la Cité). Des conventions avaient été préalablement passées entre Gresle et Bersuire sur l'apurement des dettes liées à leur charge avant l'échange et la transmission de divers documents. Elles ne furent pas respectées, entrainant un contentieux qui donna lieu à un arbitrage annulant ces conventions, passé devant notaire en février 1355 et confirmé par le Parlement de Paris. Une autre contestation s'éleva lorsque la Chambre apostolique réclama à Gresle le règlement des frais inhérents à l'émission de la bulle pontificale. Considérant que Bersuire était l'instigateur de cette demande, Gresle l'assigna devant le Parlement de Paris, qui le débouta en août 1357.
En janvier 1361 (n. st.), Pétrarque vint à Paris comme ambassadeur de Galéas Visconti, seigneur de Milan ; lui, Bersuire et quelques autres lettrés parisiens eurent alors de longs échanges ; d'après sa correspondance, il considérait visiblement Bersuire comme le plus éminent lettré de la capitale française. Bersuire décède peu après, en l'année 1362, mais le jour de son décès reste inconnu. Son neveu Pierre Philippeau lui succéda comme prieur de Saint-Éloi (jusque vers 1406) et entretint sa mémoire en fondant des messes en sa faveur.

## Œuvres
On garde de lui :
- le Reductorium morale : une espèce de vaste encyclopédie dont la visée est d'exposer pour tous les objets considérés (Dieu, les anges, les démons, l'Homme, les organes du corps, les animaux, les plantes, les minéraux, les éléments physiques, les qualités élémentaires...) les leçons morales qu'on en peut tirer ; à rattacher à la vieille tradition médiévale des lapidaires, bestiaires ou volucraires moralisés (Raban Maur, Alexandre Neckam...) ; le livre XV est un commentaire moral des Métamorphoses d'Ovide (Ovidius moralizatus[note 5]), le livre XVI un commentaire moral de la Bible (Liber Bibliæ moralis) ; Exemplaire manuscrit consultable en ligne sur Overnia (sous la cote MS 101).
- le Repertorium morale : immense recueil en forme de dictionnaire alphabétique, contenant des modèles de développements pour les prédicateurs sur tous les sujets imaginables, inspiré notamment du livre de Barthélémy l'Anglais ;
- la Collatio pro fine operis : épilogue au Repertorium morale ;
- des sermons ;
- une traduction du Ab Urbe condita libri de Tite-Live, pour les parties qui étaient connues à l'époque : les 1re et 3e décades en entier et la 4e sauf le livre 33[note 6] en ancien français (Livre de Tytus Livius de hystoire roumaine), réalisée entre 1352 et 1356 pour le roi Jean le Bon[note 7]. Pour ce travail, Pierre Bersuire s'est aidé des commentaires de l(Histoire de Tite-Live rédigés au début du XIVe siècle par le dominicain anglais Nicolas Trevet[14]. Dans sa traduction, Bersuire a dû créer de nombreux néologismes en ancien français pour rendre les realia antiques. Il emploie ainsi des mots empruntés au latin, mais, pour être compris d'un lecteur qui se soit pas familier de la culture latine, il fait précéder sa traduction d'un lexique « des mots qui n'ont point de propre franchois » et annonce « je userai de ces mos emprés (=empruntés) du latin ». Cette façon de faire est une innovation qui sera reprise par d'autres traducteurs[15].

Les Gesta Romanorum, une collection latine d'anecdotes et de contes, lui sont parfois attribués.

## Postérité
Certains textes de Pierre Bersuire ont connu une grande diffusion jusqu'au XVIe siècle. Du Liber Bibliæ moralis, on connaît deux éditions imprimées dès 1474 (à Ulm et à Strasbourg), deux autres en 1477 (à Cologne et à Deventer), etc. 
Une traduction française de l'Ovidius moralizatus fut imprimée à Bruges en 1484 (texte attribué au dominicain anglais Thomas Waleys (en)), et l'original latin à Paris en 1509 par Josse Bade (même attribution). L'attribution exacte à Pierre Bersuire a été rétablie en 1881 par Jean-Barthélemy Hauréau. 
La traduction française de Tite-Live par Bersuire est reprise par de nombreux manuscrits. On dénombre 65 manuscrits (parfois incomplets) et cinq éditions de sa traduction existant au début du XVIe siècle. Au XVe siècle, la traduction de Bersuire a été reprise par Jean Mansel, d'abord dans ses Histoires romaines (ensemble plus large), ensuite dans sa Fleur des histoires, compilation d'histoire universelle largement diffusée. Le texte de Bersuire fut aussi abrégé par Henri Romain, en 1477, pour son Compendium historial. Il y en eut une traduction catalane à la fin du XIVe siècle et une traduction castillane, due à Pedro Lopez de Alaya, chancelier de Castille, vers 1400. En Écosse, John Bellenden (en) se servit du texte de Bersuire pour donner une version anglaise de Tite-Live (à la demande de Jacques V) en 1533.